# Genesis (band)
Genesis was een progressieve rockgroep uit het Verenigd Koninkrijk, opgericht in 1967 door Peter Gabriel, Mike Rutherford, Tony Banks, Anthony Phillips en Chris Stewart. In de jaren zeventig maakte de groep naam in de avant-garde van de popmuziek met haar dramatiek en zwarte humor, maar gooide in de jaren tachtig, met Phil Collins als leadzanger, het roer om met toegankelijker werk wat de band vele hits opleverde.

## Biografie

### Peter Gabriel frontman
Genesis ontstond in 1967 op de Engelse kostschool Charterhouse toen een groepje tieners, leden van de schoolbandjes Anon en Garden Wall, besloot gezamenlijk een demo op te nemen. Een van de tapes kwam in de handen van producer en oud-Charterhouseleerling Jonathan King, die de groep haar naam gaf en ze een platencontract aanbood. Het resultaat was From Genesis to Revelation, een met strijkorkest gelardeerd conceptalbum over het ontstaan van de aarde, dat zich muzikaal ergens tussen soul, folk en beat bevindt. Het orkest en het concept kwamen uit de koker van King, die het Genesis van die tijd daarmee geen recht deed. Het album flopte en gedesillusioneerd gingen King en zijn pupillen ieder hun weg.
Na deze valse start besloot Genesis door te gaan. De band experimenteerde in deze tijd al met minder vanzelfsprekende songstructuren en topzware serieuze teksten. De individuele bandleden gaven hun studie op en gingen bij elkaar in een huis wonen, om er te werken aan nieuw materiaal. De carrière van Genesis begon toen de band werd ontdekt door de manager en kersverse platenbaas Tony Stratton-Smith, die ze een contract aanbood bij zijn label Charisma Records. De groep bracht in 1970 het album Trespass uit, waarop zes lang uitgesponnen, akoestisch georiënteerde, donkerromantische songs staan.
Hierna stapte gitarist Anthony Phillips wegens podiumangst uit de groep. De overige bandleden ontsloegen drummer John Mayhew en als vervangers werden Steve Hackett (gitaar) en Phil Collins (drums) aangetrokken. Daarmee was de zogeheten "klassieke line-up" van Genesis een feit. Op de in respectievelijk 1971 en 1972 uitgebrachte albums Nursery Cryme en Foxtrot kwam de groep muzikaal tot wasdom, mede dankzij de komst van de technisch veel competentere Hackett en Collins. Naast de duistere romantiek werd nu ook de zwarte, macabere humor van zanger-dwarsfluitist Peter Gabriel een onmisbaar onderdeel van de muziek van Genesis. 
Om het theatrale aspect van de muziek nog meer kracht bij te zetten en ook om de ogen van de muziekpers op de groep gericht te krijgen, kroop Gabriel op het podium in de huid van een almaar groter arsenaal aan personages. Hij gebruikte make-up, vertelde bizarre verhalen, maar maakte voornamelijk gebruik van kostuums. Vanaf het moment dat hij zich uitdoste in de rode jurk van zijn vrouw en een vossenmasker opzette, sloeg dat in als een bom en vanaf dat moment waren Genesis en Gabriel plotseling "hot".
Met het album Selling England by the Pound uit 1973 oogstte Genesis zowel muzikaal als publicitair gezien het door Gabriel gezaaide succes. Het album bracht de groep haar eerste Engelse hitsingle, het Beatle-eske I know what I like (in your wardrobe). 
De theatrale live-reputatie van de groep snelde haar leden vooruit. Gabriel ging steeds meer zijn eigen weg en had almaar minder behoefte om compromissen te sluiten met de andere leden van Genesis. De andere leden kregen steeds meer het gevoel dat de podiumpersoonlijkheid van Gabriel ten onrechte de aandacht van de muziek afleidde. Moeilijkheden tussen Gabriel en de rest van de groep ten tijde van de opnames van het conceptalbum The Lamb Lies Down On Broadway (1974) leidden uiteindelijk tot het vertrek van Gabriel in 1975.

### Phil Collins frontman
Genesis besloot naar een nieuwe zanger te zoeken en een nieuwe plaat op te nemen. Maar na honderden onbevredigende audities was de band de wanhoop nabij. Het volgende album, A Trick of the Tail (1976), was inmiddels al opgenomen, met uitzondering van de zangpartijen. Ten slotte besloot Phil Collins om de zang voor zijn rekening te nemen. Tot dan toe had hij alleen achtergrondvocalen en twee akoestische liedjes voor zijn rekening genomen. 
Het bleek een gouden greep en vanaf dat moment was Collins behalve de drummer ook de zanger van Genesis. A Trick of the Tail werd het bestverkochte Genesis-album tot dan toe. Collins besloot de kostuums van Gabriel achterwege te laten en een minder excentrieke pose op het podium aan te nemen en Genesis trok vervolgens met drummer Bill Bruford als tourdrummer in een triomftocht door West-Europa en Amerika. Na het introspectieve Wind & Wuthering en het live-album Seconds Out (1977) verliet ook gitarist Steve Hackett de groep. Hij was gefrustreerd geraakt over zijn compositorische aandeel in de muziek en richtte zich nadien op een solocarrière. Bassist en slaggitarist Mike Rutherford nam vanaf dat moment de honneurs waar op leadgitaar.
| | 1967 | Gabriel, Banks, Phillips, Rutherford, Stewart  |
| | 1968 | Gabriel, Banks, Phillips, Rutherford, Silver   |
| | 1969 | Gabriel, Banks, Phillips, Rutherford, Mayhew 1 |
| | 1970 | Gabriel, Banks, Collins, Hackett, Rutherford 2 |
| | 1975 | Collins, Banks, Hackett, Rutherford 3          |
| | 1977 | Collins, Banks, Rutherford 4                   |
| | 1997 | Wilson, Banks, Rutherford 5                    |
| | 1999 | Pauze                                          |
| | 2006 | Collins, Banks, Rutherford 4                   |
| TOEGEVOEGD PERSONEEL 1 David Thomas 2 Mick Barnard 3Bill Bruford 4 Chester Thompson, Daryl Streumer 5 Nick D'Virgillio, Nir Zidhyaku, Ant Drennan |      |                                                |

### En toen waren er nog maar drie
Op het album ...And Then There Were Three... (1978) ontbraken de dromerige en breed uitgesponnen gitaarpartijen van Hackett. Het album leverde Genesis de eerste wereldwijde hitsingle op, de definitieve doorbraak voor de band naar een (nog) groter publiek. Follow You Follow Me was een, voor Genesisbegrippen, simpel liefdesliedje en veroverde aan beide kanten van de Atlantische Oceaan de hitlijsten. 
Tijdens de volgende tournee werd de groep ondersteund door Chester Thompson op drums en Daryl Stuermer op gitaar (die beiden tot in 1992 deel van de live-band zouden blijven). Het succes stelde Genesis financieel in staat een pauze van twee jaar te nemen. De groep besteedde deze tijd met nadenken over de muzikale koers van een progressieve band als Genesis in een almaar meer naar punk en pop neigende muziekwereld.
Het antwoord op die kwestie kwam met het album Duke (1980). Op dit album stofte Genesis haar soul-roots af en liet zich inspireren door zwarte muziek als rhythm and blues. Misunderstanding werd de eerste toptienhit van Genesis in Amerika. Toen in 1981 Collins' solo-debuutalbum Face Value zowel qua verkoop als in de serieuze muziekpers een groter succes werd dan welk Genesis-album dan ook, begonnen velen zich af te vragen of Genesis nog toekomst had.
Abacab (1981) brak rigoureus met alle Genesis-dogma's, en liet voor het eerst sinds jaren weer een groepje muzikanten horen dat lol heeft in het muziek maken en haar grenzen verkent. De blazerssectie van Earth, Wind and Fire, die meedeed op No Reply At All, wekte echter de woede van een deel van de "oude" fans, die toch al ontevreden waren over de in hun ogen commerciële koers van het nieuwe Genesis in het algemeen. Toch waren de positieve reacties op Abacab talrijker dan de negatieve.
Op 3 oktober 1982 vond een reünieconcert plaats van de leden van Genesis op dat moment (Collins, Rutherford, Banks, Stuermer en Thompson) met Peter Gabriel, genaamd Six of the Best Reunion Concert. Dit concert stond in het teken van WOMAD: World of Music, Arts & Dance. WOMAD, opgericht door Gabriel, organiseert in jaarlijks terugkerende festivals een samengaan van traditionele en moderne muziek, met inbreng uit alle hoeken van de wereld voor het goede doel.
In 1983 kwam Genesis met de opvolger van Abacab. Dit album heette simpelweg Genesis. Met deze plaat keerde de groep weer gedeeltelijk terug naar het grootse geluid dat zo lang haar handelsmerk was geweest, zij het met de eenvoud van Abacab en Duke en in een moderner jasje. Mama werd een van de grootste hits voor de groep.
In 1986 volgde het album Invisible Touch, dat werd gekenmerkt door een catchy geluid en een moderne productie. Het album staat bol van de geluidsexperimenten, en is daardoor - ondanks het vrij 'gelikte' geluid -  volgens sommigen nog net geen knieval naar de pure commercie. De videoclip van Land Of Confusion, gemaakt door de komische poppengroep Spitting Image, sleepte talloze prijzen in de wacht. Ook de titelsong van het album werd een grote hit. 
Phil Collins was inmiddels, mede dankzij zijn solocarrière, uitgegroeid tot een superster. Na een intensieve wereldtournee werd het vervolgens een lange tijd stil rondom Genesis. In deze tijd toerde Mike Rutherford met zijn andere band, de AOR-groep Mike and the Mechanics, met als leadzangers Paul Carrack en Paul Young (niet te verwarren met Paul Anthony Young).
Pas in 1991 verscheen weer een album van Genesis: We Can't Dance, bedoeld als een lichte knauw naar de dan dominant wordende dansmuziek in de hitparades. De muziek op We Can't Dance is wat ingetogener en meer verhalend, en in die zin keerde Genesis na Invisible Touch weer terug naar de muzikale basis van de groep. Het album oogstte wederom veel succes, en bracht Genesis met I Can't Dance zelfs haar eerste Nederlandse nummer 1-hit.

### Van Ray Wilson tot heden
Tijdens de daaropvolgende wereldtournee vond Phil Collins dat zijn aandeel voor hem mooi geweest was. Dat hij Genesis verliet, werd echter pas in 1996 bekendgemaakt. Genesis, dat toen alleen nog bestond uit de twee mede-oprichters Tony Banks en Mike Rutherford, kondigde aan met een nieuwe zanger en een nieuw album te zullen komen. Dit werd gezien als een even moedig als onzalig plan, omdat het album ...Calling All Stations... (1997), met de voormalig Stiltskin-zanger Ray Wilson, lang niet zoveel succes boekte als Invisible Touch en We Can't Dance.
Voor Rutherford was dat zo'n grote teleurstelling dat het doek voor Genesis, na een weliswaar succesvolle tournee langs grote zalen, toch viel. Althans voorlopig. In de volgende jaren werden de albums van Genesis opnieuw uitgebracht. In 1998 verscheen de box Archive 1, in 2000 Archive 2, en in 2004 zagen The Platinum Collection (verzamel-cd) en The Video Show (dvd) het licht. Verder werkte Nick Davis, de producer van de laatste twee Genesis-albums, aan de remasters, en verscheen er een groot aantal nieuwe releases van historisch materiaal. 
Ondertussen was de toekomst van de groep nog steeds onduidelijk. Genesis bestond officieel nog steeds, maar actief was de groep niet meer. Banks en Rutherford (en Collins) hielden in interviews meestal de mogelijkheid open dat de band nog nieuwe opnamen zou uitbrengen. Diverse incidentele gezamenlijke opnamen voor dvd's (met Collins als zanger) en een verzamel-cd met een cover van het eigen The Carpet Crawlers in de complete oude bandbezetting (met Hackett en Gabriel) leken ook in die richting te wijzen.
In 2007 waren Collins, Banks en Rutherford weer bij elkaar voor een reünie-tour, met de naam Turn It on Again: The Tour, en met daarna een soortgelijke tournee door Amerika. Even was er sprake van dat Peter Gabriel ook aan deze reünie zou deelnemen. Echter, door onder meer te drukke werkzaamheden zag Gabriel hier alsnog vanaf. In 2008 verscheen een registratie van een concert in het Circus Maximus op dubbel-dvd als When in Rome 2007.
In 2010 werd bekendgemaakt dat Collins lichamelijke klachten zou hebben, waardoor hij niet meer kon drummen en ook niet meer actief zou zijn. In 2013 gaf Collins in een interview echter aan dat hij een mogelijk nieuw album en bijbehorende tour met Genesis nog altijd niet uitsloot.
Op 22 augustus 2014 kondigde de band een nieuw compilatiealbum aan getiteld R-Kive, dat op 22 september 2014 werd uitgebracht. Op dit album stond naast hits van Genesis ook solowerk van de individuele bandleden.
Op 4 maart 2020 kondigde de band een reünie aan, waarbij ze eind 2020 in Groot-Brittannië enkele concerten zouden spelen. Deze tournee werd verplaatst door de coronapandemie. De bezetting bij deze concerten bestond uit Collins, Banks, Rutherford, met vaste live-gitarist Stuermer en Collins' zoon Nicolas op drums. Eind maart 2022 gaf de band in Londen hun laatste concert van The Last Domino? Tour na concerten in Noord-Amerika en Europa.

### Muziekrechten
Op 29 september 2022 berichtte The Wall Street Journal dat Phil Collins en de overige bandleden van Genesis hun muziekrechten hebben verkocht aan platenlabel Concord Music voor circa 300 miljoen dollar. De deal bevat nummers die Collins, Banks en Rutherford opnamen in de tijd dat zij solo werkten en muziek die zij samen maakten voor Genesis. Opnames van Genesis met Peter Gabriel zijn geen onderdeel van deze miljoenendeal.

## Bandleden
- Tony Banks (keyboards, 12-snarige gitaar, achtergrondzang) 1967-2000, 2006-2007 en 2020-2022
- Phil Collins (drums, eerste zang, achtergrondzang) 1970-1996, 2006-2007 en 2020-2022
- Peter Gabriel (eerste zang, fluit, percussie) 1967-1975
- Steve Hackett (gitaar) 1970-1977
- John Mayhew (drums, percussie, achtergrondzang) 1970
- Anthony Phillips (gitaar, achtergrondzang) 1967-1970
- Mike Rutherford (basgitaar, gitaar, achtergrondzang) 1967-2000, 2006-2007 en 2020-2022
- Jonathan Silver (drums) 1967-1969
- Chris Stewart (drums) 1967
- Ray Wilson (zang) 1996-2000

## Sessie- en concertmuzikanten
- Mick Barnard (gitaar) 1970
- Bill Bruford (drums) tijdens liveoptredens 1976-1977
- Ant Drennan (gitaar) 1997-1998
- Nick D'Virgilio (drums) 1997-1998
- Daryl Stuermer (gitaar) tijdens liveoptredens 1978-1993, 2007, 2020-2022
- Chester Thompson (drums) tijdens liveoptredens 1977-1993 en in 2007
- Nir Zidhyaku (drums) 1997-1998
- Nic Collins (drums) 2020-2022

## Discografie

### Albums
| Album met eventuele hitnotering(en) in de Nederlandse Album Top 100 | Datum van verschijnen | Datum van binnenkomst | Hoogste positie | Aantal weken | Opmerkingen                                    |
| ------------------------------------------------------------------- | --------------------- | --------------------- | --------------- | ------------ | ---------------------------------------------- |
| From Genesis to Revelation                                          | 1969                  |                       |                 |              |                                                |
| Trespass                                                            | 1970                  |                       |                 |              |                                                |
| Nursery Cryme                                                       | 1971                  |                       |                 |              |                                                |
| Foxtrot                                                             | 1972                  |                       |                 |              |                                                |
| Live                                                                | 1973                  |                       |                 |              |                                                |
| Selling England by the Pound                                        | 1973                  |                       |                 |              |                                                |
| The Lamb Lies Down on Broadway                                      | 1974                  |                       |                 |              |                                                |
| A Trick of the Tail                                                 | 1976                  | 14-02-1976            | 18              | 10           |                                                |
| Wind & Wuthering                                                    | 1976                  | 18-12-1976            | 17              | 14           |                                                |
| Seconds Out                                                         | 1977                  | 22-10-1977            | 28              | 7            | Livealbum                                      |
| ...And Then There Were Three...                                     | 1978                  | 01-04-1978            | 7               | 15           |                                                |
| Duke                                                                | 1980                  | 12-04-1980            | 7               | 10           |                                                |
| Abacab                                                              | 1981                  | 26-09-1981            | 7               | 11           |                                                |
| Three Sides Live                                                    | 1982                  | 19-06-1982            | 7               | 12           | Dubbelalbum met 3 live-kanten en 1 studio-kant |
| Genesis                                                             | 1983                  | 15-10-1983            | 3               | 15           |                                                |
| Invisible Touch                                                     | 1986                  | 21-06-1986            | 4               | 49           |                                                |
| We Can't Dance                                                      | 1991                  | 30-11-1991            | 1(4wk)          | 60           |                                                |
| Turn It On Again (Best of '81-'83)                                  | 1992                  | 14-03-1992            | 35              | 6            | Verzamelalbum                                  |
| The Way We Walk, Vol. 1: The Shorts                                 | 1992                  | 28-11-1992            | 10              | 19           | Livealbum                                      |
| The Way We Walk, Vol. 2: The Longs                                  | 1993                  | 16-01-1993            | 4               | 17           | Livealbum                                      |
| Calling All Stations                                                | 1997                  | 13-09-1997            | 11              | 8            |                                                |
| Genesis Archive 1967-75                                             | 1998                  | -                     |                 |              | Verzamelalbum                                  |
| Turn It On Again - The Hits                                         | 1999                  | 13-11-1999            | 9               | 27           | Verzamelalbum                                  |
| Platinum Collection                                                 | 2004                  | 08-01-2005            | 4               | 18           | Verzamelalbum                                  |
| Genesis Live over Europe                                            | 2007                  | 01-12-2007            | 70              | 7            | Livealbum                                      |
| Genesis: 1970 - 1975                                                | 2008                  | 15-11-2008            | 65              | 1            | Verzamelalbum                                  |
| R-Kive                                                              | 2014                  | 04-10-2014            | 39              | 1*           | Verzamelalbum + Solowerk individueel           |

| Album met hitnotering(en) in de Vlaamse Ultratop 200 albums | Datum van verschijnen | Datum van binnenkomst | Hoogste positie | Aantal weken | Opmerkingen   |
| ----------------------------------------------------------- | --------------------- | --------------------- | --------------- | ------------ | ------------- |
| ...Calling All Stations...                                  | 1997                  | 13-09-1997            | 30              | 4            |               |
| Turn It On Again - The Hits                                 | 1999                  | 13-11-1999            | 24              | 7            | Verzamelalbum |
| Platinum Collection                                         | 2004                  | 18-12-2004            | 40              | 10           | Verzamelalbum |
| Turn It On Again - The Hits: The Tour Edition               | 2007                  | 23-06-2007            | 62              | 3            | Verzamelalbum |

### Singles
| Single met eventuele hitnotering(en) in de Nederlandse Top 40 | Datum van verschijnen | Datum van binnenkomst | Hoogste positie | Aantal weken | Opmerkingen |
| ------------------------------------------------------------- | --------------------- | --------------------- | --------------- | ------------ | ----------- |
| Follow You Follow Me                                          | 1978                  | 01-04-1978            | 17              | 6            |             |
| Turn It On Again                                              | 1980                  | 26-04-1980            | 38              | 3            | Alarmschijf |
| Abacab                                                        | 1981                  | 10-10-1981            | 26              | 5            |             |
| Paperlate                                                     | 1982                  | 05-06-1982            | tip5            | -            |             |
| Mama                                                          | 1983                  | 17-09-1983            | 7               | 8            |             |
| That's All                                                    | 1983                  | 03-12-1983            | tip10           | -            |             |
| Invisible Touch                                               | 1986                  | 24-05-1986            | tip2            | -            |             |
| Land of Confusion                                             | 1986                  | 20-12-1986            | 8               | 8            |             |
| Throwing It All Away                                          | 1987                  | 18-07-1987            | tip3            | -            |             |
| No Son of Mine                                                | 1991                  | 02-11-1991            | 8               | 7            |             |
| I Can't Dance                                                 | 1991                  | 01-02-1992            | 1(2wk)          | 12           |             |
| Hold on My Heart                                              | 1992                  | 18-04-1992            | 11              | 7            |             |
| Jesus He Knows Me                                             | 1992                  | 25-07-1992            | 11              | 7            |             |
| Tell Me Why                                                   | 1992                  | 05-12-1992            | 36              | 2            |             |

| Single met hitnotering(en) in de Vlaamse Ultratop 50 | Datum van verschijnen | Datum van binnenkomst | Hoogste positie | Aantal weken | Opmerkingen |
| ---------------------------------------------------- | --------------------- | --------------------- | --------------- | ------------ | ----------- |
| Follow You Follow Me                                 | 1978                  | 06-05-1978            | 26              | 2            |             |
| Mama                                                 | 1983                  | 17-09-1983            | 21              | 8            |             |
| Land of Confusion                                    | 1986                  | 17-01-1987            | 14              | 6            |             |
| No Son of Mine                                       | 1991                  | 23-11-1991            | 12              | 9            |             |
| I Can't Dance                                        | 1991                  | 15-02-1992            | 1               | 15           |             |
| Hold On My Heart                                     | 1992                  | 02-05-1992            | 16              | 10           |             |
| Jesus He Knows Me                                    | 1992                  | 15-08-1992            | 18              | 7            |             |

### NPO Radio 2 Top 2000
| Nummers met noteringen in de NPO Radio 2 Top 2000 | '99  | '00 | '01  | '02  | '03  | '04  | '05  | '06  | '07  | '08  | '09  | '10  | '11  | '12  | '13  | '14  | '15  | '16  | '17  | '18  | '19  | '20  | '21  | '22  | '23  | '24  |
| ------------------------------------------------- | ---- | --- | ---- | ---- | ---- | ---- | ---- | ---- | ---- | ---- | ---- | ---- | ---- | ---- | ---- | ---- | ---- | ---- | ---- | ---- | ---- | ---- | ---- | ---- | ---- | ---- |
| Firth of Fifth                                    | -    | -   | -    | -    | -    | -    | -    | -    | -    | -    | -    | -    | -    | -    | -    | 1928 | 1110 | 484  | 476  | 729  | 688  | 738  | 775  | 715  | 740  | 710  |
| Follow You Follow Me                              | 458  | 324 | 280  | 242  | 204  | 291  | 343  | 424  | 487  | 347  | 346  | 324  | 430  | 456  | 429  | 372  | 563  | 654  | 645  | 920  | 809  | 827  | 743  | 753  | 807  | 859  |
| Hold on My Heart                                  | 1271 | -   | 1033 | 1562 | 1611 | 1706 | 1891 | 1901 | 1588 | 1685 | 1669 | 1803 | 1906 | 1938 | 1737 | 1722 | -    | -    | -    | -    | -    | -    | -    | -    | -    | -    |
| Home by the Sea                                   | -    | -   | -    | -    | -    | -    | -    | -    | -    | -    | -    | -    | -    | -    | -    | -    | -    | -    | -    | 1631 | 1503 | 1508 | 1738 | 1438 | 1489 | 1656 |
| I Can't Dance                                     | -    | -   | 693  | 1161 | 1042 | 1227 | 1240 | 1559 | 1862 | 1415 | 1521 | 1595 | 1611 | 1622 | 1402 | 1426 | 1727 | 1595 | 1737 | 1994 | 1825 | -    | -    | -    | -    | -    |
| Invisible Touch                                   | -    | -   | -    | -    | -    | -    | -    | -    | -    | -    | 1738 | 1851 | 1963 | 1788 | 1753 | 1699 | 1763 | 1705 | 1688 | 1776 | 1982 | 1831 | 1790 | 1737 | 1853 | 1892 |
| Jesus He Knows Me                                 | -    | -   | -    | -    | -    | -    | -    | -    | 675  | -    | 828  | 899  | 907  | 949  | 758  | 789  | 850  | 817  | 771  | 861  | 915  | 1023 | 984  | 916  | 995  | 1037 |
| Land of Confusion                                 | 307  | 299 | 297  | 282  | 388  | 423  | 645  | 665  | 738  | 551  | 551  | 586  | 613  | 641  | 481  | 568  | 561  | 552  | 559  | 712  | 775  | 853  | 830  | 814  | 838  | 955  |
| Mama                                              | 93   | 107 | 93   | 102  | 113  | 143  | 148  | 177  | 232  | 150  | 163  | 188  | 211  | 227  | 231  | 215  | 233  | 225  | 175  | 342  | 334  | 311  | 337  | 326  | 377  | 394  |
| No Son of Mine                                    | -    | -   | -    | -    | -    | -    | -    | -    | 1649 | -    | 1213 | -    | 1260 | 1135 | 1128 | 1107 | 1416 | 1503 | 1468 | 1805 | 1827 | 1955 | 1827 | 1752 | 1976 | -    |

1. ↑  Een '-' betekent dat het nummer niet was genoteerd en een vetgedrukt getal geeft de hoogste notering van een nummer aan.

### Video - dvd
- Three Sides Live (video, 1982)
- The Mama Tour (video, 1984)
- The Way We Walk - Live in Concert (dvd, 1992)
- Live at Wembley Stadium (dvd, 2003)
- The Video Show (dvd, 2004)
- When In Rome 2007 (dvd, 2008)

| Dvd's met hitnoteringen in de DVD Top 30 | Datum van verschijnen | Datum van binnenkomst | Hoogste positie | Aantal weken | Opmerkingen |
| ---------------------------------------- | --------------------- | --------------------- | --------------- | ------------ | ----------- |
| Live at Wembley Stadium                  | 2003                  | 13-12-2003            | 12              | 12           |             |
| The Video Show                           | 2004                  | 15-01-2005            | 15              | 7            |             |
| When in Rome 2007                        | 2008                  | 31-05-2008            | 1(4wk)          | 30           |             |
| The Movie Box 1981-2007                  | 2009                  | 21-11-2009            | 29              | 1            |             |
| Three Sides Live                         | 2014                  | 08-11-2014            | 10              | 4            |             |
| Sum of the Parts                         | 2014                  | 22-11-2014            | 11              | 7            |             |

### Andere uitgaves
- Genesis: A History (twee niet chronologische verzamelvideo's met clips, min of meer vervangen door de dvd Video Show, 1991)
- The Genesis Songbook (Documentaire dvd, 2001)
- The Complete Guide to the Music of GENESIS (ISBN 0-7119-5428-3) (1995)